# Gausfred de Cabrera
Gausfred de Cabrera (980?-1017) fou el primer senyor del castell de Cabrera del qual hom té notícia documentada des de 1002 fins a 1017, data a partir de la qual continuà sent-ne senyor. Tot i ser el fundador del llinatge dels Cabrera, sols ostentà el títol de senyor de Cabrera, però no de vescomte (títol que no es generaria fins a cinc generacions més tard).

## Descendents
Fou el pare de Guerau I de Cabrera, senyor del castell de Cabrera. Gràcies al matrimoni d'aquest amb Ermessenda de Montsoriu, vescomtessa de Girona, filla d'Amat de Montsoriu, vescomte de Girona, aquest vescomtat es vinculà al llinatge dels Cabrera. A partir d'aquest moment aquest Guerau I es titulà de Cabrera, i alguna vegada vescomte de Montsoriu.